# Interferometria de clapejat

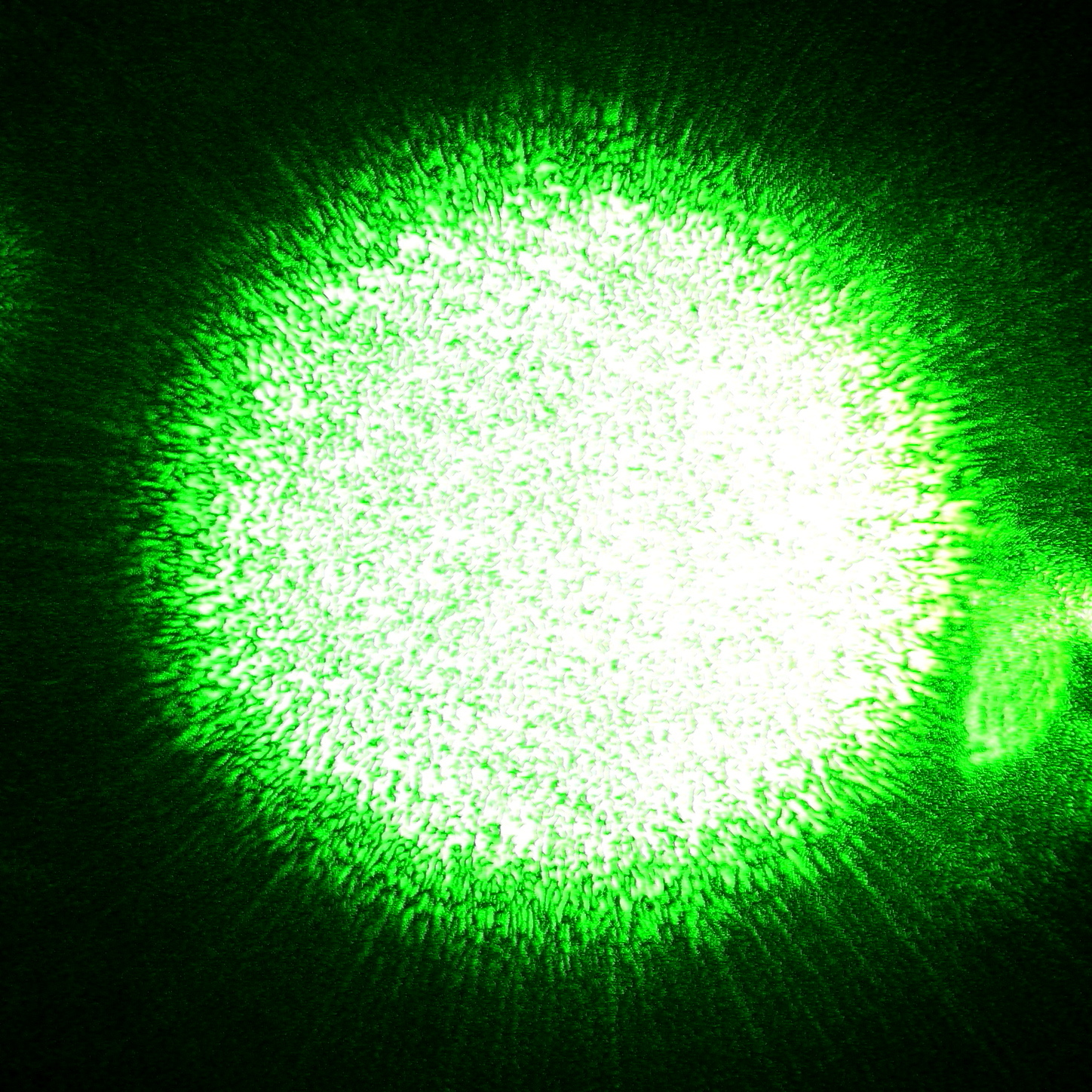
Imatge presa per una càmara digital del motejat produït per un punter làser verd.

La interferometria Speckle o interferometria de clapejat, consisteix en l'anàlisi de patrons d'intensitat produïts per la interferència mútua entre fronts d'ona coherents que són subjectes a diferències de fase o fluctuacions d'intensitat. Aquests patrons constitueixen una valuosa font d'informació sobre la superfície il·luminada. Diferents exemples de patrons Speckle es presenten quan s'il·lumina una superfície rugosa amb un feix làser o quan la imatge d'una estrella distant és observada a través de l'atmosfera (Speckle Imaging). A més, amb l'ús d'aquests sistemes és possible analitzar, en un sol punt, deformacions o desplaçaments a la superfície d'una mostra tant en la direcció axial (mode out-plane) com en la direcció tangencial (manera in-plane).

## Mètodes experimentals
El patró speckle és produït en il·luminar una superfície difusora amb llum coherent. La interferència dels fronts d'ona dispersats produeix una distribució de clapejos (speckles) de llum en l'àrea il·luminada. Les dades recollides són analitzades per obtenir la part del senyal que correspon al desplaçament o deformació del punt de la mostra on es va fer la mesura. Després el senyal és observada a través d'un oscil·loscopi i després transferida a un ordinador per obtenir el seu espectre d'amplitud.
Dos feixos, amb la mateixa intensitat, són enfocats en un punt de la superfície il·luminant una àrea de prop de {\displaystyle 20\,\mathrm {\mu m} } de diàmetre. Entre els dos feixos hi ha una diferència de freqüència ({\displaystyle \Delta \nu \approx 10^{1}\,\mathrm {MHz} }) (Dändliker & Willemin 1980) produïda en fer passar la sortida un làser a mitjançant una reixeta acusto-òptica de Bragg. El feix làser és dividit en dos per després irradiar la mostra amb dos angles d'incidència iguals i oposats a la normal de la superfície. La llum dispersada és detectada en la direcció del bisector de l'angle format pels dos feixos incidents. En ser un sistema heterodí, la freqüència del senyal d'interferència resultant és igual a la diferència entre els dos senyals incidents. La llum dispersada és detectada per un fotodíode l'obertura ha de ser escollida de manera que almenys 100 speckles siguin recollits pel detector, així s'assegura una suficient potència òptica mitja (Dändliker & Willemin 1980). El muntatge per al mesurament per interferometria speckle per a desplaçaments tangencials (manera in-plane) s'esquematitza en la figura següent:

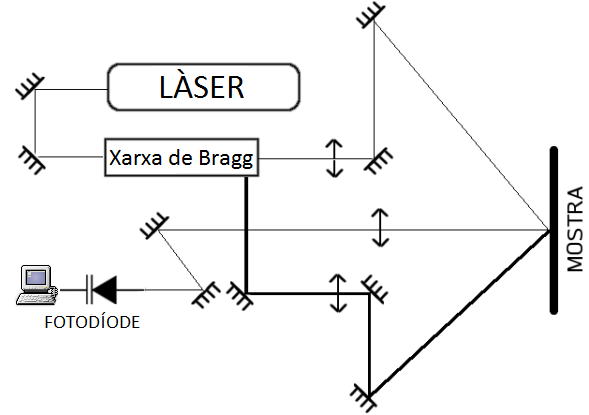
Muntatge experimental per a la interferometria speckle.

Al registrar el patró speckle abans {\displaystyle [I(x,y)]} i després {\displaystyle [I'(x,y)]} de la deformació:
{\displaystyle {\begin{array}{rcl}&&u=u_{1}(x,y)+u_{2}(x,y)\\I(x,y)&=&u_{1}^{2}(x,y)+u_{2}^{2}(x,y)+2u_{1}(x,y)u_{2}(x,y)\cos(\theta (x,y))\\I'(x,y)&=&u_{1}^{2}(x,y)+u_{2}^{2}(x,y)+2u_{1}(x,y)u_{2}(x,y)\cos(\theta (x,y)+\delta (x,y))\end{array}}}
La diferència entre aquestes dues intensitats és: 
{\displaystyle 2u_{1}(x,y)u_{2}(x,y)\cos(\theta (x,y)+\delta (x,y))-2u_{1}(x,y)u_{2}(x,y)\cos(\theta (x,y))}. Aquesta es fa zero quan el desplaçament {\displaystyle \Delta r} compleix la relació: 
{\displaystyle \delta (x,y)=k\Delta r=2n\pi \longrightarrow \Delta r=n\lambda }
El que vol dir que cada franja que s'observa en l'interferograma pot ser interpretat com a variació d'una longitud d'ona ({\displaystyle \lambda }) en el camí òptic.
Per al sistema il·lustrat, un desplaçament {\displaystyle \delta r} crea una variació en el camí òptic igual a {\displaystyle 4\pi \sin \theta \cdot \delta x/\lambda }. On {\displaystyle \theta } és l'angle format entre el raig d'incidència i la normal de la superfície, {\displaystyle \lambda } és la longitud d'ona i {\displaystyle \delta x} és el desplaçament en {\displaystyle x}.

## Aplicacions

### Mesura de freqüències de vibració i deformacions
En el mesurament de les freqüències de vibració solen utilitzar transductors piezoelèctrics que indueixen i mesuren les vibracions en una mostra. Per la seva naturalesa mecànica, els transductors han d'estar en contacte amb la peça el que comporta a errors en els resultats. En comparació, els sensors òptics no necessiten entrar en contacte amb la mostra i, per tant, la resposta és més fiable i precisa. Entre els seus altres avantatges està que les mesures per aquest sistema no són afectades per les vibracions ambientals de baixa freqüència, la seva amplada de banda és molt més alta que la d'un transductor i el límit de la mida de detecció és bastant petit ({\displaystyle \approx 1nm}) (Bayón et el 1993).

### Astronomia
La interferometria de clapejat (en anglès "Speckle Interferometry") és emprada com una tècnica astronòmica consistent en la captura de gran quantitat d'imatges fotogràfiques o CCD de curta exposició, barrejades i processades per ordinador: el resultat mostra la imatge de l'objecte estudiat amb una més gran resolució, com si l'atmosfera terrestre no s'hagués pertorbat ni gargotejat el seu aspecte original. Amb aquesta nova tècnica augmenta la resolució dels telescopis terrestres, on es pot desdoblar sistemes binaris tancats o apreciar cossos celestes de mida reduïda (com un asteroide).